# John Bowes-Lyon
John Herbert "Jock" Bowes-Lyon (1er avril 1886 - 7 février 1930) est le deuxième fils du 14e comte de Strathmore et de Kinghorne et de Cecilia Nina Cavendish-Bentinck, et le frère d'Elizabeth Bowes-Lyon (la future reine Elizabeth et plus tard la reine mère). Il est un oncle de la reine Élisabeth II.

## Jeunesse
John Bowes-Lyon fait ses études au Collège d'Eton et New College, Oxford, où il joue au cricket de première classe pour le Oxford University Cricket Club dans trois matchs en 1906 et 1907.

## Mariage et enfants
Le 29 septembre 1914, Bowes-Lyon épouse Fenella Hepburn-Stuart-Forbes-Trefusis (19 août 1889 - 19 juillet 1966), fille cadette de Charles Hepburn-Stuart-Forbes-Trefusis (21e baron Clinton). Ils ont cinq filles :
- Patricia Bowes-Lyon (6 juillet 1916 - 18 juin 1917) décède en bas âge ;
- Anne Bowes-Lyon (4 décembre 1917 - 26 septembre 1980) épouse, le 28 avril 1938, le lieutenant-colonel Thomas William Arnold Anson, vicomte Anson, fils du quatrième comte de Lichfield ; ils divorcent en 1948. Ils ont deux enfants. Elle se remarie avec le prince George Valdemar de Danemark le 16 septembre 1950 ;
- Nerissa Bowes-Lyon (18 février 1919 - 22 janvier 1986) ;
- Diana Cindrella Mildred Bowes-Lyon (14 décembre 1923 - 20 mai 1986) épouse Peter Gordon Colin Somervell le 24 février 1960. Ils ont une fille :
  - Katherine Somervell (23 août 1961) est une filleule de la reine Élisabeth II. Elle épouse Robert W. P. Lagneau en 1991 ;
- Katherine Bowes-Lyon (4 juillet 1926 - 23 février 2014).

## Première Guerre mondiale
Avant le déclenchement de la Première Guerre mondiale, Bowes-Lyon travaille comme agent de change dans la ville de Londres pour la société Rowe and Pitman. En 1915, il est affecté à la Black Watch. Juste avant la bataille d'Aubers Ridge cette année-là, il se tire une balle dans l'index gauche ; il est amputé le lendemain. Alors qu'il recevait un traitement au Royaume-Uni, il a admis avoir subi une dépression nerveuse en 1912 et souffert également de neurasthénie. À la fin de cette année, il est affecté au ministère des Munitions puis dans l'armée territoriale en 1916. Après la guerre, il est menacé à deux reprises de la cour martiale après avoir omis de se présenter au défilé de démobilisation. Il reprend ensuite son travail dans la ville. Le 19 juin 1920, il est nommé lieutenant adjoint du Forfarshire.

## Décès
Il décède à la maison familiale de Glamis Castle juste après minuit le matin du 7 février 1930 d'une pneumonie, à l'âge de 44 ans, laissant sa veuve s'occuper de leurs quatre jeunes enfants (deux d'entre eux, Nerissa et Katherine, sont gravement handicapés mentaux). Trois jours plus tard, il est enterré à Walden Bury de St Paul.
Sa veuve est l'une des invités au mariage de la princesse Élisabeth et de Philip, duc d'Édimbourg en 1947. Elle lui survit trente-six ans et décède le 19 juillet 1966, à l'âge de 76 ans.